# 岐阜県立益田南高等学校
岐阜県立益田南高等学校（ぎふけんりつましたみなみこうとうがっこう）とは、かつて岐阜県下呂市にあった公立の高等学校。

## 概要
2005年（平成17年）に岐阜県立益田高等学校と統合し、岐阜県立益田清風高等学校の新設により廃校。校舎は益田清風高等学校下呂校舎となり、2019年（令和元年）現在、岐阜県立下呂特別支援学校となっている。

## 沿革
- 1973年（昭和48年）11月14日 - 益田郡下呂町に県立高等学校の新設が決定する。
- 1974年（昭和49年）4月1日 - 岐阜県立益田南高等学校として開校。全日制普通科、及び定時制普通科を設置し、3月に廃校となった定時制の益田高等学校下呂分校の生徒が転入する。校舎未完成のため、校舎は旧・益田高等学校下呂分校の校舎を転用する。
- 1975年（昭和50年）3月 - 下呂町小川に校舎を新築し、移転。
- 1977年（昭和52年）10月 - 校舎がすべて完成。
- 1981年（昭和56年）3月 - 格技場が完成。
- 1985年（昭和60年）3月 - 定時制を廃止。
- 1988年（昭和63年） - 国際・情報コースを設置。
- 2005年（平成17年）4月 - 岐阜県立益田高等学校と統合し、岐阜県立益田清風高等学校の新設により廃校。校舎は益田清風高等学校下呂校舎となる。
- 2007年（平成19年）4月 - 完全統合により、下呂校舎を廃止。